# Jacob Johannes Matras
Jacob Johannes Matras (født 29. april 1890 på Viðareiði, død 12. marts 1978) var en færøsk bonde og politiker (SF). Han var kommunalbestyrelsesmedlem i Viðareiðis kommuna 1922–1934, og var en periode også borgmester. Matras var valgt til Lagtinget fra Norðoyar 1928–1932.